# Troféu Bravo
O Troféu Bravo (em italiano, Trofeo Bravo) é uma premiação anual entregue pela revista italiana Guerin Sportivo ao melhor jogador jovem da Europa.
O prêmio começou a ser entregue em 1978, e o primeiro vencedor foi o inglês Jimmy Case. Até 1992, apenas jogadores abaixo de 23 anos que participassem de uma das três copas europeias de clubes (Liga dos Campeões da UEFA, Copa da UEFA, Taça dos Clubes Vencedores de Taças) concorriam ao prêmio. Desde então, qualquer jogador abaixo de 21 anos e de qualquer liga europeia concorre.

## Vencedores
| Ano  | Jogador              | Clube                        | Ref   |
| ---- | -------------------- | ---------------------------- | ----- |
| 1978 | Jimmy Case           | Liverpool                    | [ 3 ] |
| 1979 | Garry Birtles        | Nottingham Forest            | [ 3 ] |
| 1980 | Hansi Müller         | VfB Stuttgart                |       |
| 1981 | John Wark            | Ipswich Town                 |       |
| 1982 | Gary Shaw            | Aston Villa                  | [ 3 ] |
| 1983 | Massimo Bonini       | Juventus                     |       |
| 1984 | Ubaldo Righetti      | AS Roma                      |       |
| 1985 | Emilio Butragueño    | Real Madrid                  | [ 3 ] |
| 1986 | Emilio Butragueño    | Real Madrid                  | [ 3 ] |
| 1987 | Marco van Basten     | Ajax                         |       |
| 1988 | Eli Ohana            | KV Mechelen                  |       |
| 1989 | Paolo Maldini        | Milan                        |       |
| 1990 | Roberto Baggio       | Fiorentina                   |       |
| 1991 | Robert Prosinečki    | Estrela Vermelha de Belgrado |       |
| 1992 | Josep Guardiola      | Barcelona                    |       |
| 1993 | Ryan Giggs           | Manchester United            |       |
| 1994 | Christian Panucci    | Milan                        | [ 4 ] |
| 1995 | Patrick Kluivert     | Ajax                         | [ 5 ] |
| 1996 | Alessandro Del Piero | Juventus                     |       |
| 1997 | Ronaldo              | Barcelona                    | [ 3 ] |
| 1998 | Ronaldo              | Internazionale               | [ 3 ] |
| 1999 | Gianluigi Buffon     | Parma                        | [ 3 ] |
| 2000 | Iker Casillas        | Real Madrid                  | [ 3 ] |
| 2001 | Owen Hargreaves      | Bayern München               | [ 3 ] |
| 2002 | Christoph Metzelder  | Borussia Dortmund            | [ 3 ] |
| 2003 | Wayne Rooney         | Everton                      | [ 3 ] |
| 2004 | Cristiano Ronaldo    | Manchester United            | [ 6 ] |
| 2005 | Arjen Robben         | Chelsea                      |       |
| 2006 | Cesc Fàbregas        | Arsenal                      |       |
| 2007 | Lionel Messi         | Barcelona                    | [ 7 ] |
| 2008 | Karim Benzema        | Lyon                         |       |
| 2009 | Sergio Busquets      | Barcelona                    |       |
| 2010 | Thomas Müller        | Bayern München               |       |
| 2011 | Eden Hazard          | Lille                        |       |
| 2012 | Marco Verratti       | Pescara                      | [ 8 ] |
| 2013 | Isco                 | Málaga                       | [ 8 ] |
| 2014 | Paul Pogba           | Juventus                     | [ 8 ] |
| 2015 | Domenico Berardi     | Sassuolo                     |       |